# 哈拉斯酒店
哈拉斯賭場酒店（Harrah's Las Vegas）是位於美國內華達州拉斯維加斯賭城大道上的一間賭場酒店，由哈拉斯娛樂（Harrah's Entertainment）所持有及管理。賭場內有超過1,200部角子機。
酒店合共有2,677間客房以及附設有一間面積87,000平方公尺的賭場。酒店客房分佈在數幢大樓內，最高的一幢有35層高。另外，酒店亦是拉斯維加斯單軌鐵路（Las Vegas Monorail）的其中一個站點，亦附設有免費穿梭巴士往來同一集團所持有的利奧酒店（Rio All Suite Hotel and Casino）。
哈拉斯集團於2005年收購了凱撒娛樂（Caesar's Entertainment），故此酒店附近的凱撒皇宮酒店、巴黎酒店和貝利酒店等都成為哈拉斯娛樂旗下的酒店，與哈拉斯酒店連成了一個網絡。

## 歷史
酒店的前身是1973年開幕的假日賭場（Holiday Casino），在其開幕初期由於賭場前面以氣墊船為主題，故此經常與另外一間並非座落在大道上的演藝船賭場酒店（Showboat Hotel & Casino）混淆。其後於1992年酒店更名為哈拉斯賭場酒店，並於1997年進行擴建，加入了一幢有986間客房的35層高大樓，並把酒店主題改成嘉年華式的主題。

## 外部連結
- 哈拉斯酒店（页面存档备份，存于）